# Donataire
 (décembre 2010).
Si vous disposez d'ouvrages ou d'articles de référence ou si vous connaissez des sites web de qualité traitant du thème abordé ici, merci de compléter l'article en donnant les références utiles à sa vérifiabilité et en les liant à la section « Notes et références ».
Le mot donataire désigne le titre qui, dans l'organisation coloniale portugaise, était donné à la personne à laquelle était concédé un territoire déterminé dans une conception féodale tardive qui impliquait que le pouvoir du roi était délégué à cette personne, qui, en échange du paiement d'impositions déterminées, recevait la charge de l'administration de ce territoire recherchant sa colonisation et utilisant ses ressources.
Dans beaucoup de cas les charges de donataire étaient héréditaires suivant la loi salique.
Au vu de la dureté de la vie dans les donations, le titulaire se faisait représenter par un capitaine qui très souvent devenait aussi héréditaire.

## Crédit
- (pt) Cet article est partiellement ou en totalité issu de l’article de Wikipédia en portugais intitulé « Donatário » (voir la liste des auteurs).